# Тишковичі (Володимирський район)
Ти́шковичі (пол. Tyszkiewícze, рос. Ти́шковичи) — село у Нововолинській міській громаді Володимирського району Волинської області України. Населення 585 осіб.

## Історія
Перша письмова згадка про село датується 31 грудня 1450 року — великий князь литовський Свидригайло у Луцьку надає довічно своєму слузі Миткові, небожу луцького старости Немирі Різановича, наступні угіддя: в Перемишльському повіті село Липа, а в Володимирському села: Будятичі, Тишковичі, Дубровицю, Лішню і Стяги.
Перша згадка про рід луцького старости Немирі стосується 1413 року, коли у Городлі князь Литовський Витовт і король Польщі Ягайло підписали Городельську Унію, котра підтвердила відокремлення інституції «великого князя» у Литві, котрий вибирався за допомогою польських панів. Унія впровадила спільні польсько-литовські сейми і з'їзди, подібний адміністративний поділ, надання литовським боярам польських гербів. Між іншим джерела згадують, що староста луцький Немиря був прийнятий до гербу «Ястребець».
3 січня 1452 року у Вільні король Польщі Казимир IV Ягеллончик підтверджує надання Миткові тих же земель, виключаючи із них село Стяги.
Наступний документ, у якому зазначені Тишковичі, датується 24 квітня 1490 року коли король Казимир IV, взамін за угіддя Тростяниця, котре було подароване князю Сангушку попереднім королем, дає його синам Олександру і Михайлу Сангушкам села: Фалемичі, Братулівське, Заєчичі, Камчинське та Тишковичі у Володимирському повіті.
Із документу від 20 вересня 1521 року складеного у Володимирі відомо, що єпископ Володимирський і Брестейський Йона підтверджує, що його попередник владика Пахнотей обмінював із князем Василем Михайловичем Сангушком-Ковельським церковне село Сядмарти на батьківське село князя Тишковичі. Два роки пізніше 12 квітня 1523 року Зигмунт І підтверджує заміну Тишкович на Сядмарти. У документі зазначається, що батьківське володіння Тишковичі із двадцятьма трьома мешканцями передається владиці Йоні у замін на село Сядмарти лише із трьома мешканцями і пустими землями.
У 1710 році у Володимирський магістрат прибула сотня козаків на чолі з обозним Війська Запорозького, полковником Полтавського полку Григорієм Черняком. Він прибув з універсалом гетьмана України Івана Скоропадського про надання йому земельних угідь на Володимирщині. Так був започаткований «Черняківський фільварок». До земель якого входили села: Тишковичі і Стара Лішня. Дружиною Григорія була Євдокія, донька генерального хорунжого Івана Сулими.
Першу згадку про рід Черняків знаходимо у листі волинської шляхти до луцьких міщан у справі Луцького брацтва від 1619 року. Серед відомих діячів Волині таких як Лаврентій Древинський і Іван Виговський — майбутній гетьман України, значиться ім'я підчашника Григорія Черняка. Його нащадок Федір Черняк був соратником гетьмана Богдана Хмельницького і командував Чигиринським полком під час козацько-польської війни. Помер у 1650 році. Леонтій Черняк був командиром Полтавського полку протягом 1680—1682 та 1689 років.
Найвідоміший з цієї козацької родини був Іван Леонтійович Черняк, котрий також був полковником Полтавського полку в 1708—1714 та 1717 роках. Заповіт полковника полтавського Івана Леонтійовича Черняка був написаний 12 лютого 1722 році. В документі розподілив усі свої маєтності між рідними, при чому наперед визначив кому мало відійти майно, яке відписав дружині, тим самим позбавивши її права що-небудь продавати чи дарувати. В тому ж році заповідач помер беручи участь у будові Ладозького каналу, а ще у 1744 р. його дружина була жива й володіла 41 двором та 3 млиновими колами. Похований у Полтаві.
По тому командувачем полку став його син Яків Іванович Черняк. Разом із Яковом, також у чині полковника служив його родич, згаданий вище Григорій Черняк — власник Тишкович, котрий збудував у селі кам'яну Іоанно-Зачанівську церкву.
У 1865 році власником земель був Іван Іванович Черняк, якого царський уряд за причетність до польського повстання примусив продати частину земель російському надвірному раднику Олександрові Дунікову тім Тишковичі і Стару Лішню.
Останній з роду Черняків Іван Іванович мав дві доньки Євдокію та Юлію. Перша вийшла заміж за литовського поміщика Льва Станіславовича Фабриця і переїхала до Литви. Від так було вирішено продати земельні угіддя і осередок маєтку статському радникові Григорію Кириловичу Богуславському, що працював суддею у Володимирі-Волинському. Частину землі купили селяни, котрі переїхали сюди із Сокальського повіту. Так завилася колонія Нова Лішня.

## Історичні Періоди
Тишковичі у різні історичні періоди перебували у межах різних територіальних одиниць, різних державних утворень:
- із 1320 по 1386 рік у межах Об'єднаного Польського Королівства;
- із 1386 по 1795 рік у межах Володимирського повіту Волинського Воєводства Корони І Речі Посполитої;
- у 1793 році у межах Володимирської землі Володимирського воєводства І Речі Посполитої;
- із 1795 по 1917 рік Тишковичі перебували у складі Володимир-Волинського повіту Волинської губернії Російської імперії;
- із 1917 по 1918 у межах Волинської землі Української Народної Республіки;
- із 1918 по 1920 рік у складі Волинської губернії Української Держави;
- із 1921 по 1939 рік у межах Володимирського повіту Волинського Воєводства ІІ Речі Посполитої;
- із 1940 по 1962 у межах Іваничівського району Волинської Області Української Радянської Соціалістичної Республіки;
- із 1962 по 1966 у межах Володимир-Волинського району Волинської Області Української Радянської Соціалістичної Республіки;
- із 1966 по 1991 у межах Іваничівського району Волинської Області Української Радянської Соціалістичної Республіки;
- із 1991 року у межах Іваничівського району Волинської Області України.

Після ліквідації Іваничівського району 19 липня 2020 року село увійшло до Володимирського району.

## Населення
Згідно з переписом УРСР 1989 року чисельність наявного населення села становила 516 осіб, з яких 234 чоловіки та 282 жінки.
За переписом населення України 2001 року в селі мешкала 581 особа.

### Мова
Розподіл населення за рідною мовою за даними перепису 2001 року:
| Мова       | Кількість | Відсоток |
| ---------- | --------- | -------- |
| українська | 581       | 99.32%   |
| російська  | 3         | 0.51%    |
| білоруська | 1         | 0.17%    |
| Усього     | 585       | 100%     |

## Іоанно-Зачатівський храм
Іоанно-Зачатівська (Заготієвська) церква належить до храмових споруд кінця XVII початку XIX століття. Точна дата побудови невідома, можливо споруджена була на кошти полковника Полтавського полку Григорія Черняка. Храм є однією із небагатьох ротонд споруджених на Волині. Церква будувалася окремо від дзвіниці, що знаходилася на відстані 5 метрів від неї. У 1834 році Текля Черняк власними коштами збудувала стіни, завдяки чому церква і дзвіниця стали єдиним архітектурним ансамблем. Після смерті Григорій Черняк був похований у підземеллі храму, а його дружина, спорудивши Петропавлівську церкву у Новосілках була похована у ній.
Окрім цієї церкви, у документі від 9 грудня 1622 року згадується Спаська церква у Тишковичах, священиком якої був отець Ієремія.
Споруді однонефна, однобанева. На висоті трьох метрів у ротондній частині з півночі і півдня знаходяться два вікна. У галереї, що утворена між дзвіницею і ротондою по парі вікон із кожної із сторін. Ззовні до ротонди із півночі і півдня примикають декоративні колони, із східного боку прибудовано прямокутну вівтарну частину. Дзвіниця храму двоярусна, перекрита восьмигранною покрівлею.
За часів УСРР та в роки «войовничого атеїзму» у храмі, хоч і не регулярно, але відбувалися богослужіння. Під час воєн споруда також не була пошкоджена.
До наших днів дійшли фрагменти старовинних царських воріт, виконаних у стилі бароко, котрі зараз служать як ікони на стінах. Можна припустити, що це фрагменти іконостасу встановленого тут ще за часів Григорія Черняка, так як у той чай в мистецтві переважав стиль «козацького бароко».
У 2002 році над входом до храму, на місці давньої фрески, був розміщений новий образ Івана-Хрестителя. У 2004 році проводився капітальний ремонт храму: відремонтовано перекриття, укладено нову підлогу, встановлено нові ікони.
Священнослужителі у храмі за час його існування змінювалися дуже часто. Найдовше службу у ньому провадив отець Володимир Понагайбо. Зараз настоятелем храму є отець Михайло Лагуняк.
У 2001 році церква перейшла під юрисдикцію Української Православної Церкви Київського Патріархату, а громада змінила свою назву на Святого Пророка Предтечі Хрестителя Господнього Іоана. Судова тяганина за храм тривала більше двох років. Незначна кількість осіб, котрі були не задоволені таким рішенням, створили окрему Свято-Іоано-Зачатіївську громаду і проводять свої зібрання у іншому приміщенні.

## Фотогалерея

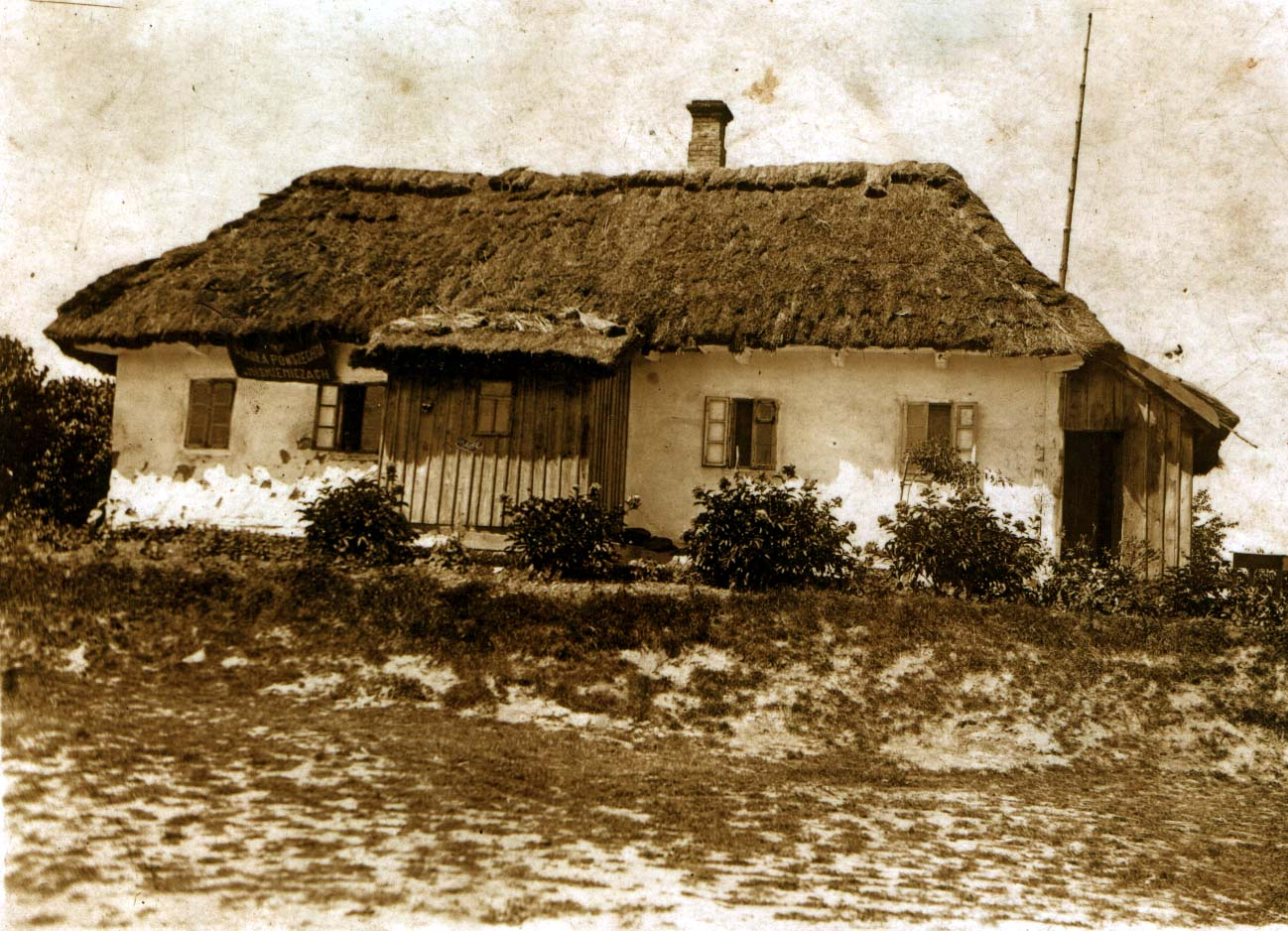
Загальноосвітня школа у Тишковичах поч. ХХ ст.
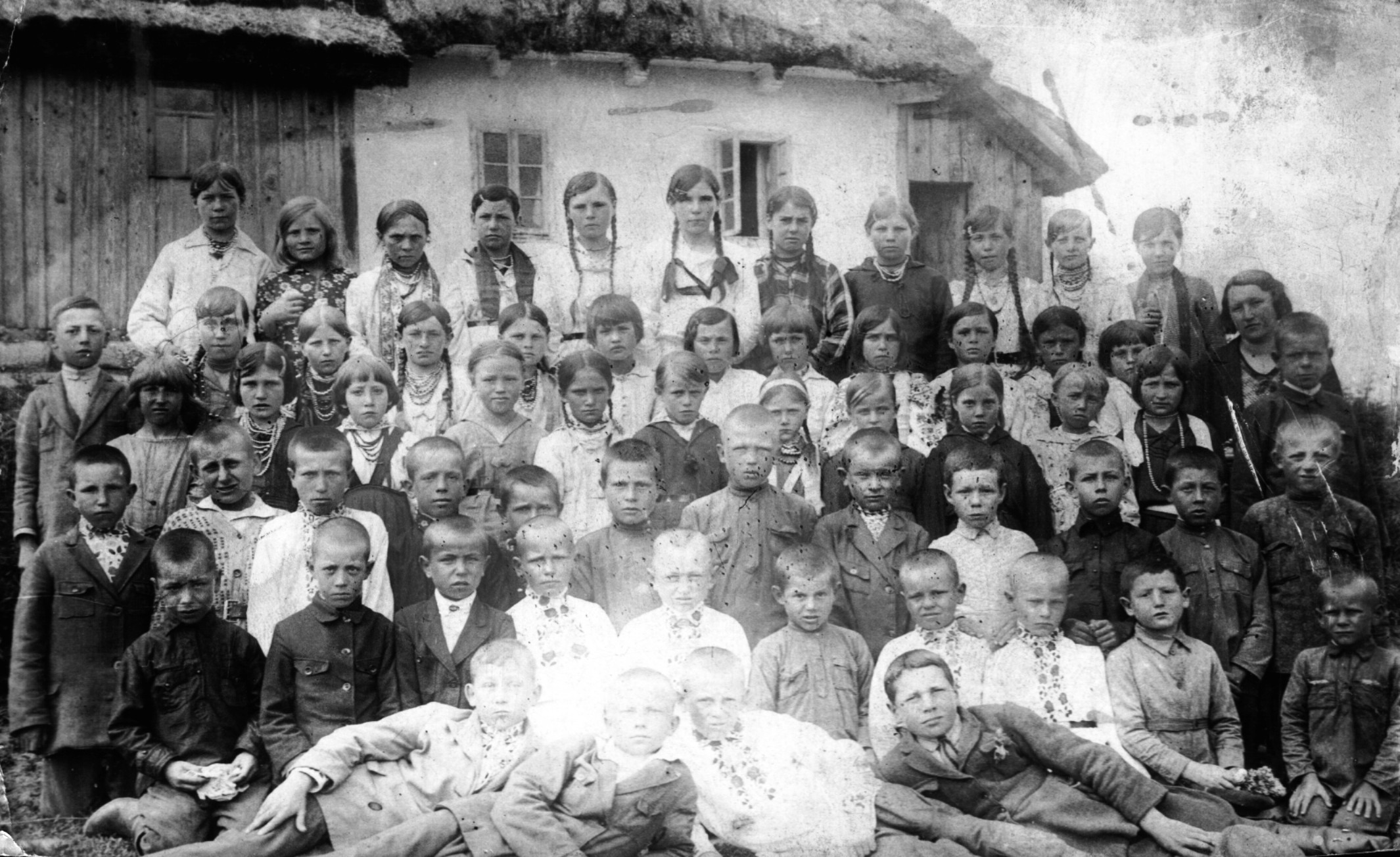
Учні сільської школи у Тишковичах поч. ХХ ст.
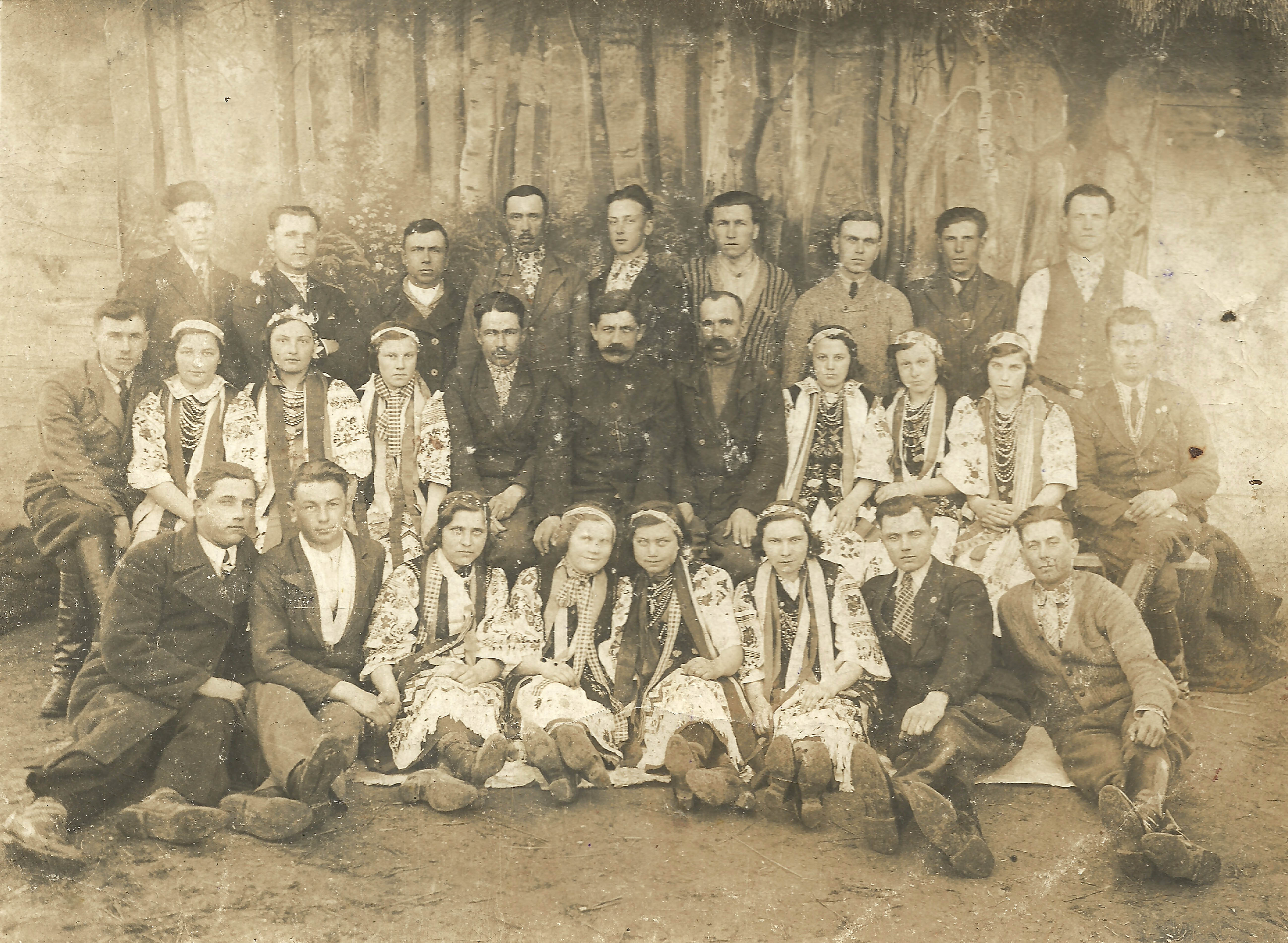
Хор сільської молоді 24.10.1938 року
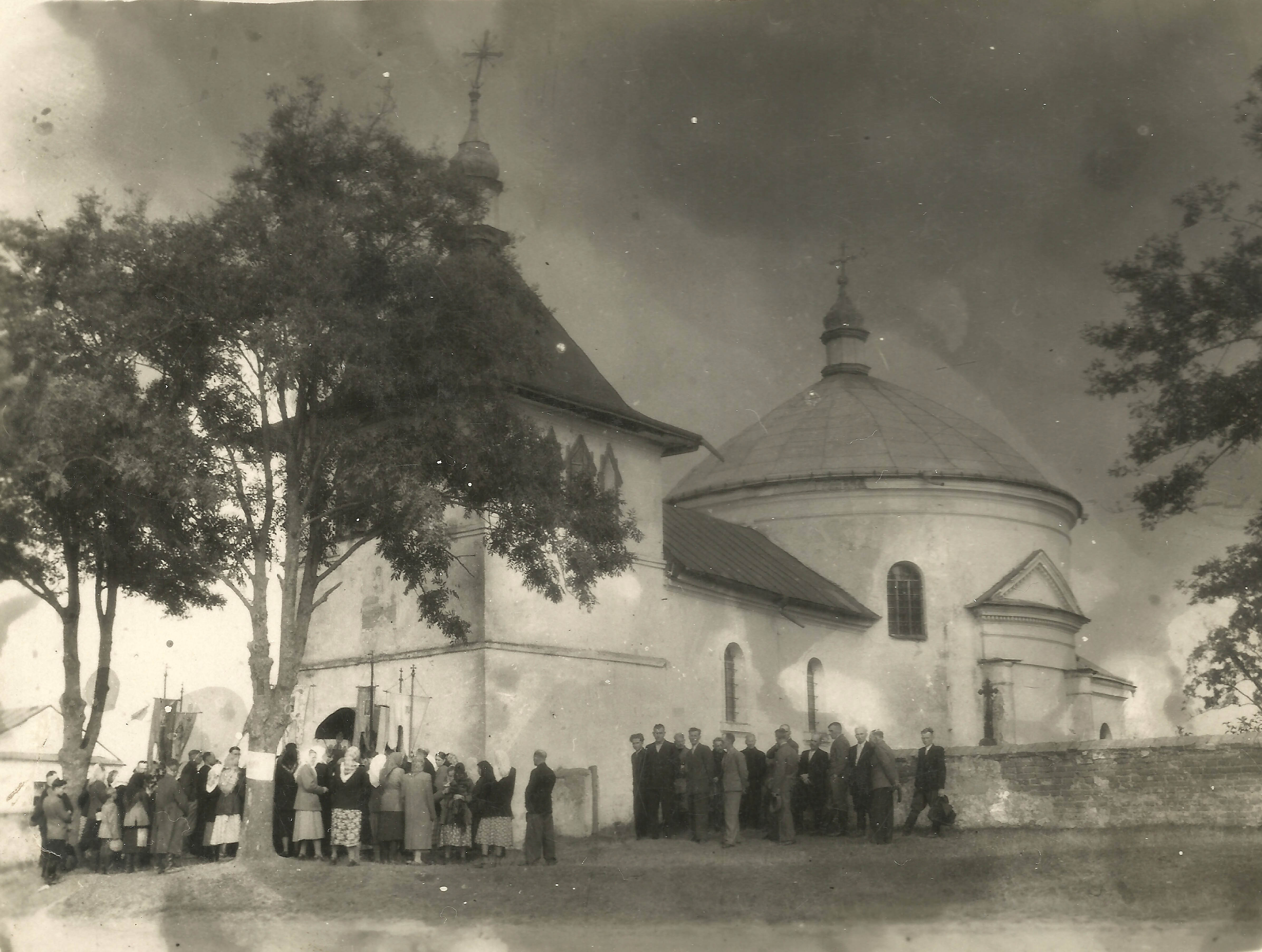
Іоанно-Зачатівська церква
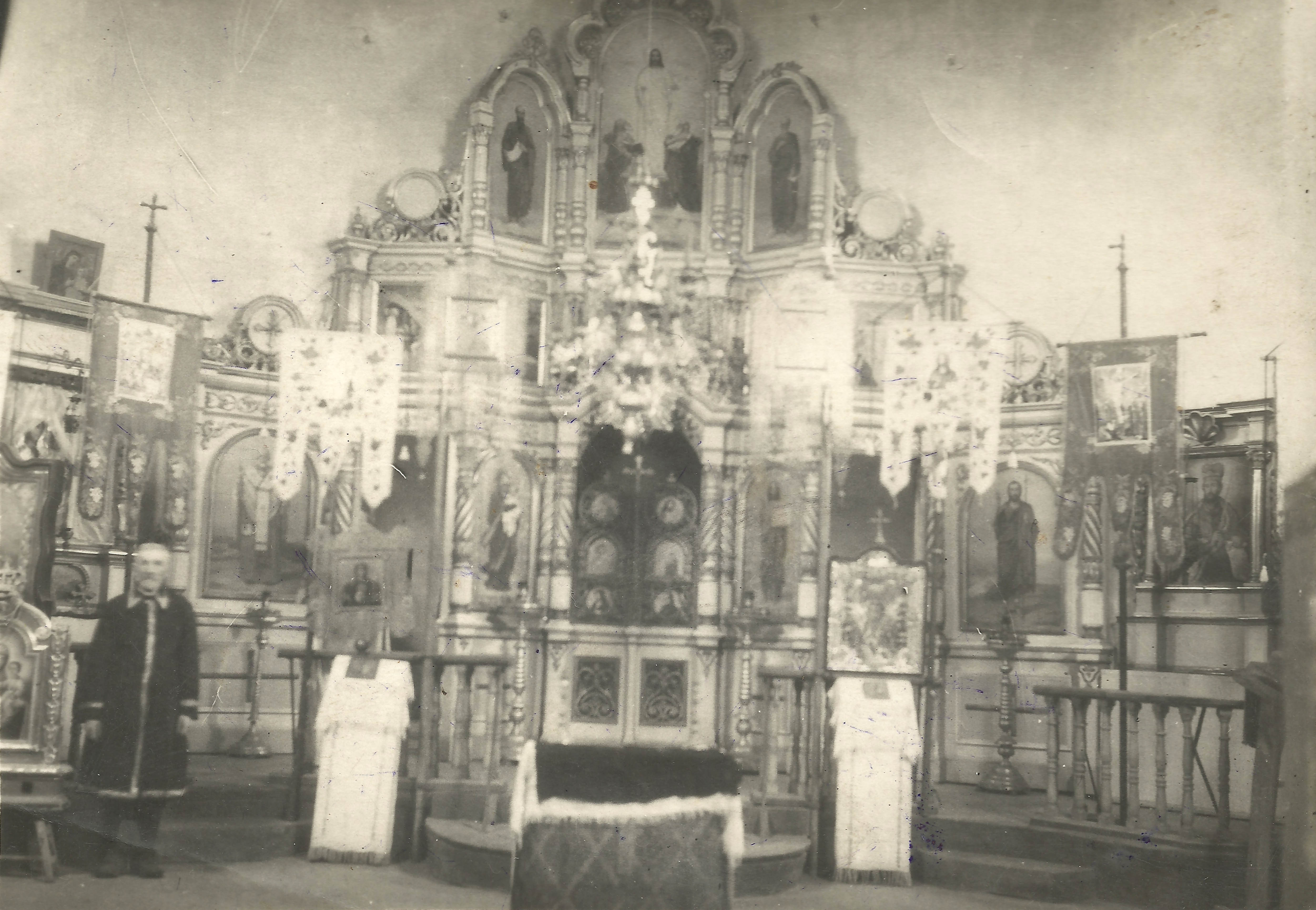
Іконостас Іоанно-Зачатівської церкви
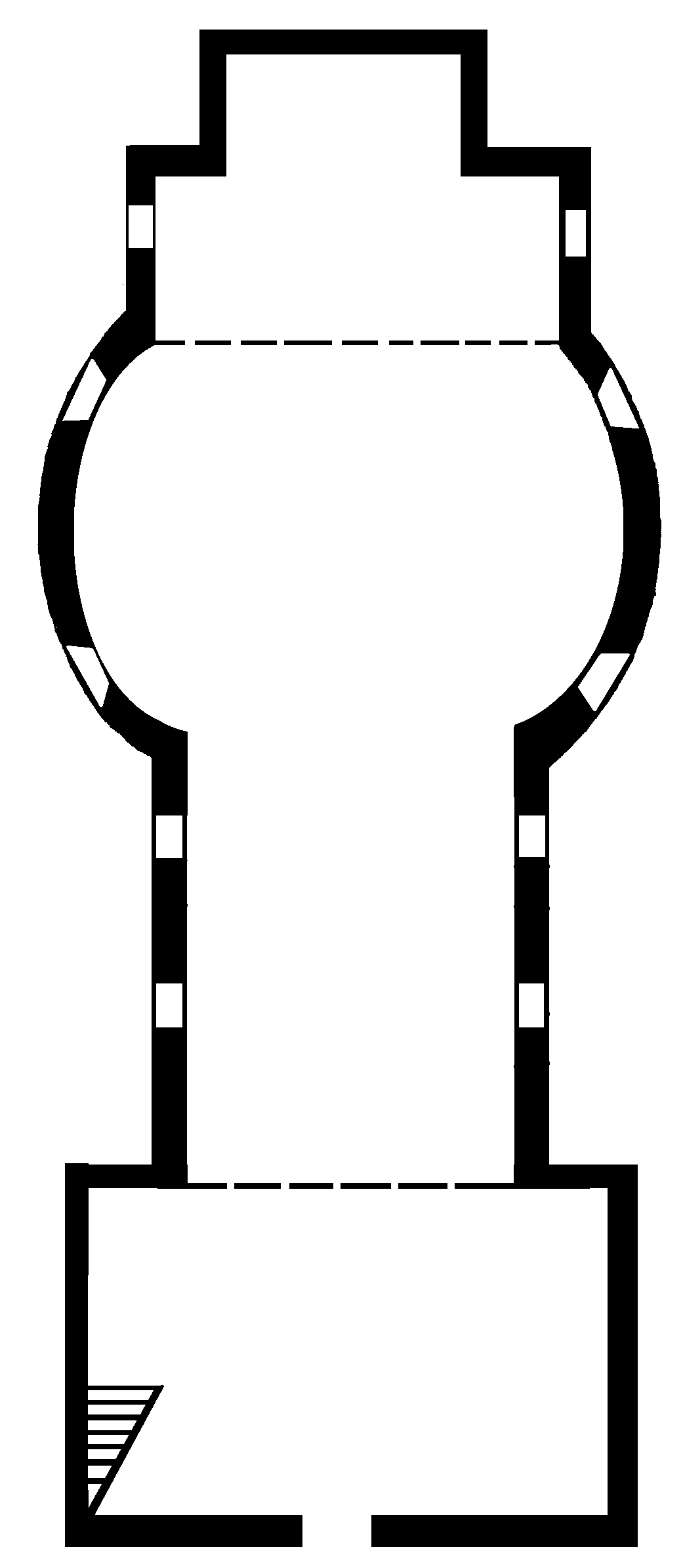
План Іоанно-Зачатівської церкви
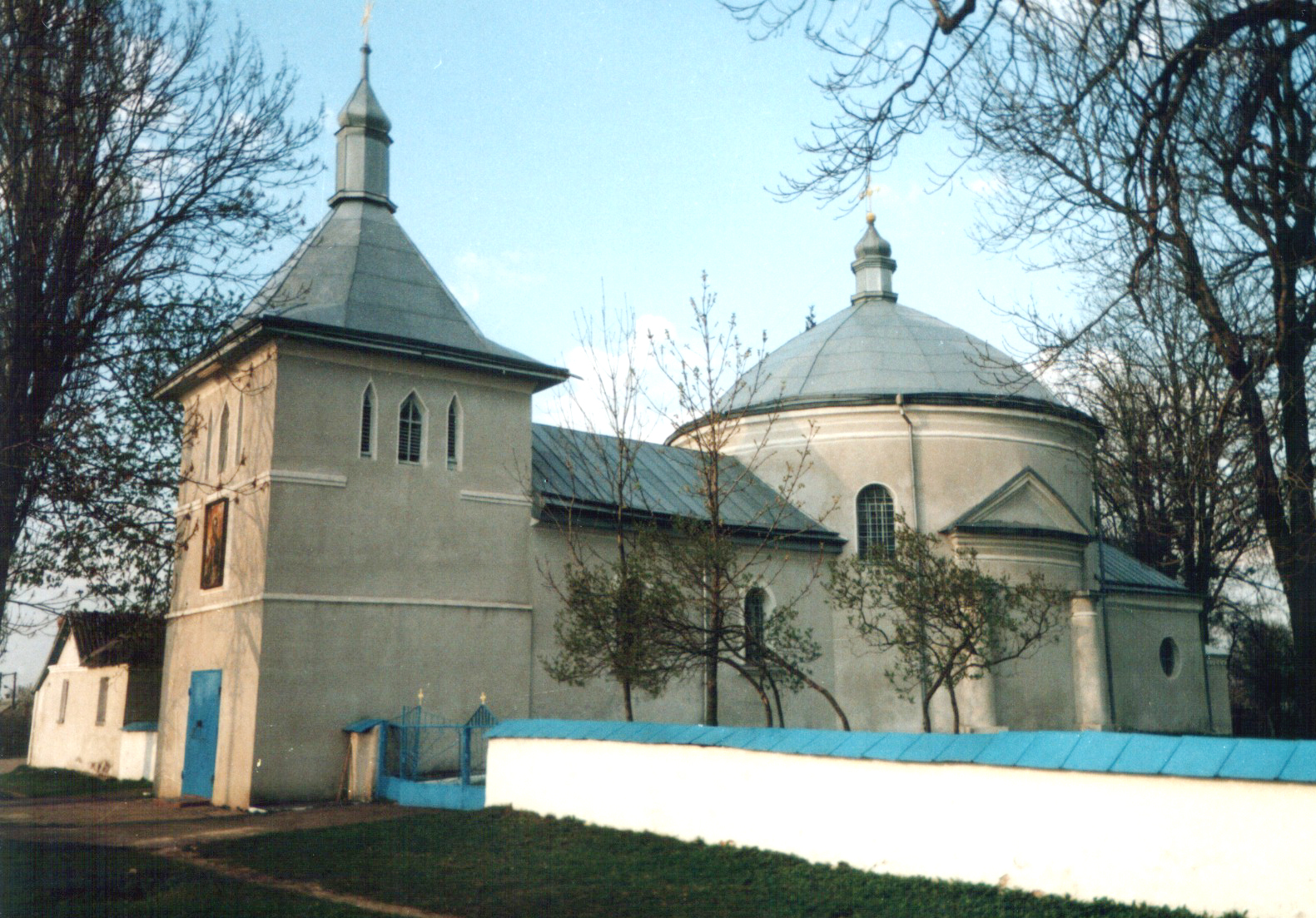
Іоанно-Зачатівська церква 2004 рік
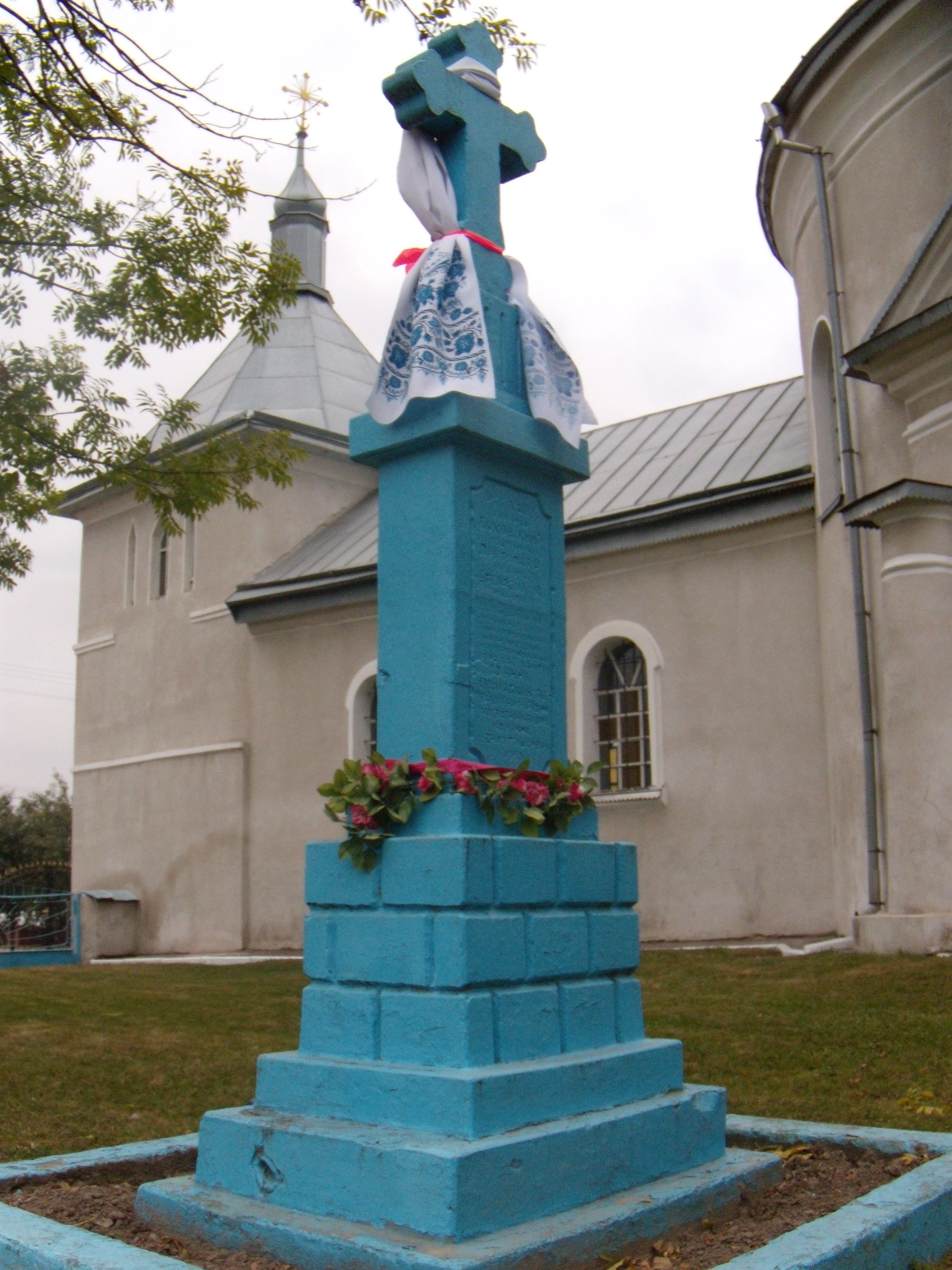
Хрест встановлений у 1960 році на честь вояків які загинули у Другій Світовій Війні по за кордонами держави і не були поховані на Батьківщині
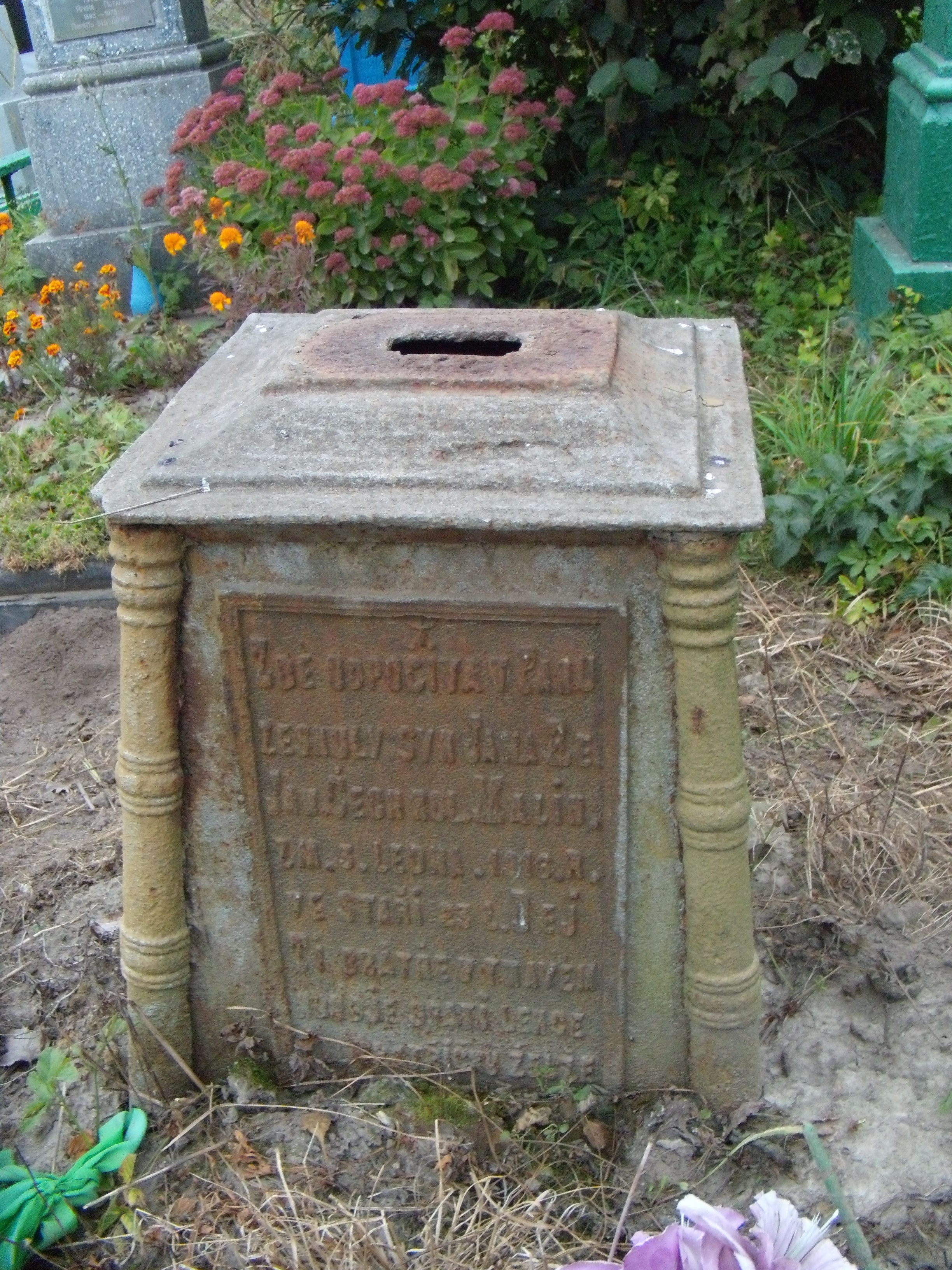
Словацьке поховання на сільському цвинтарі
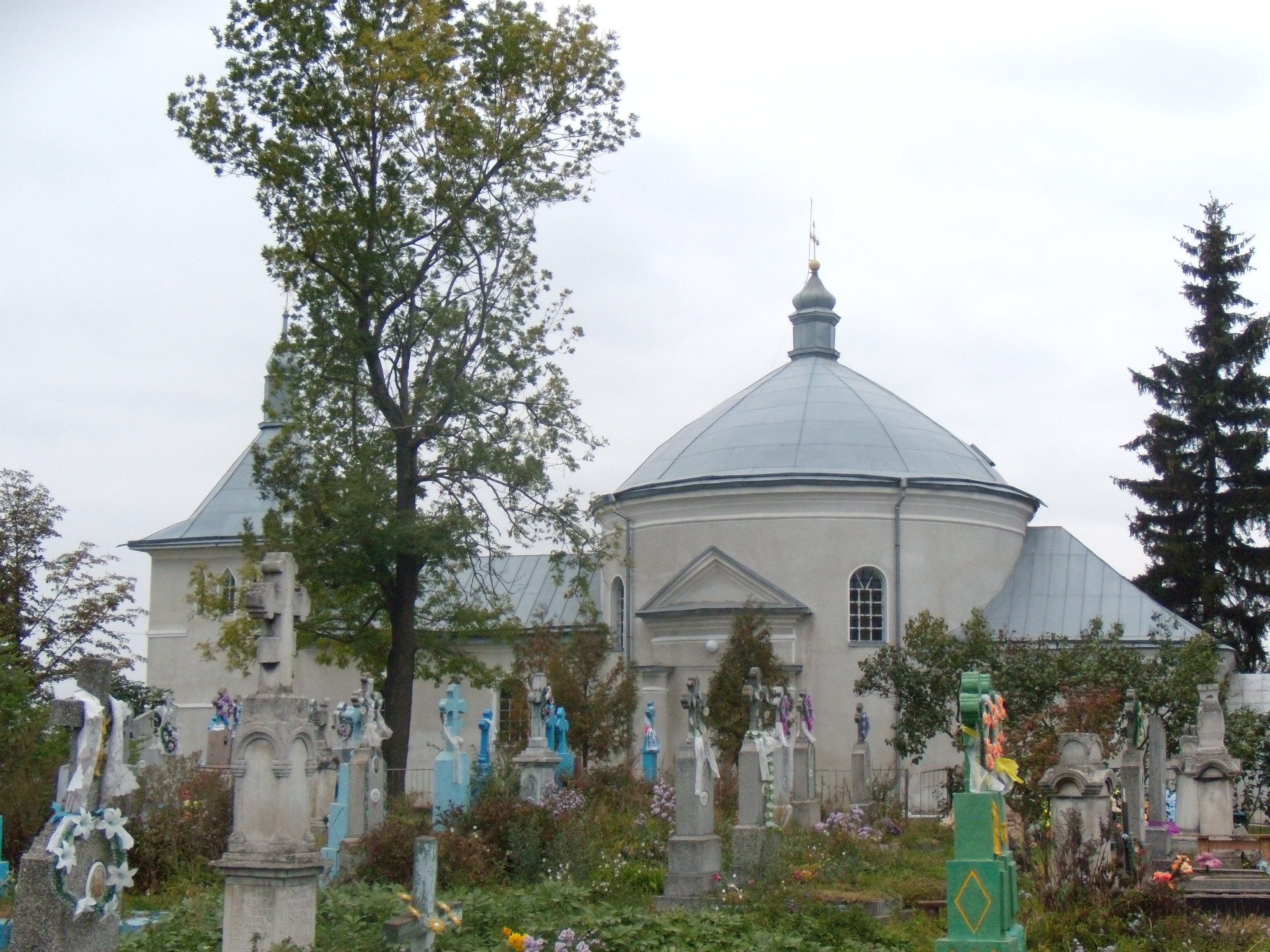
Вид на церкву із сторони цвинтаря 2011 рік
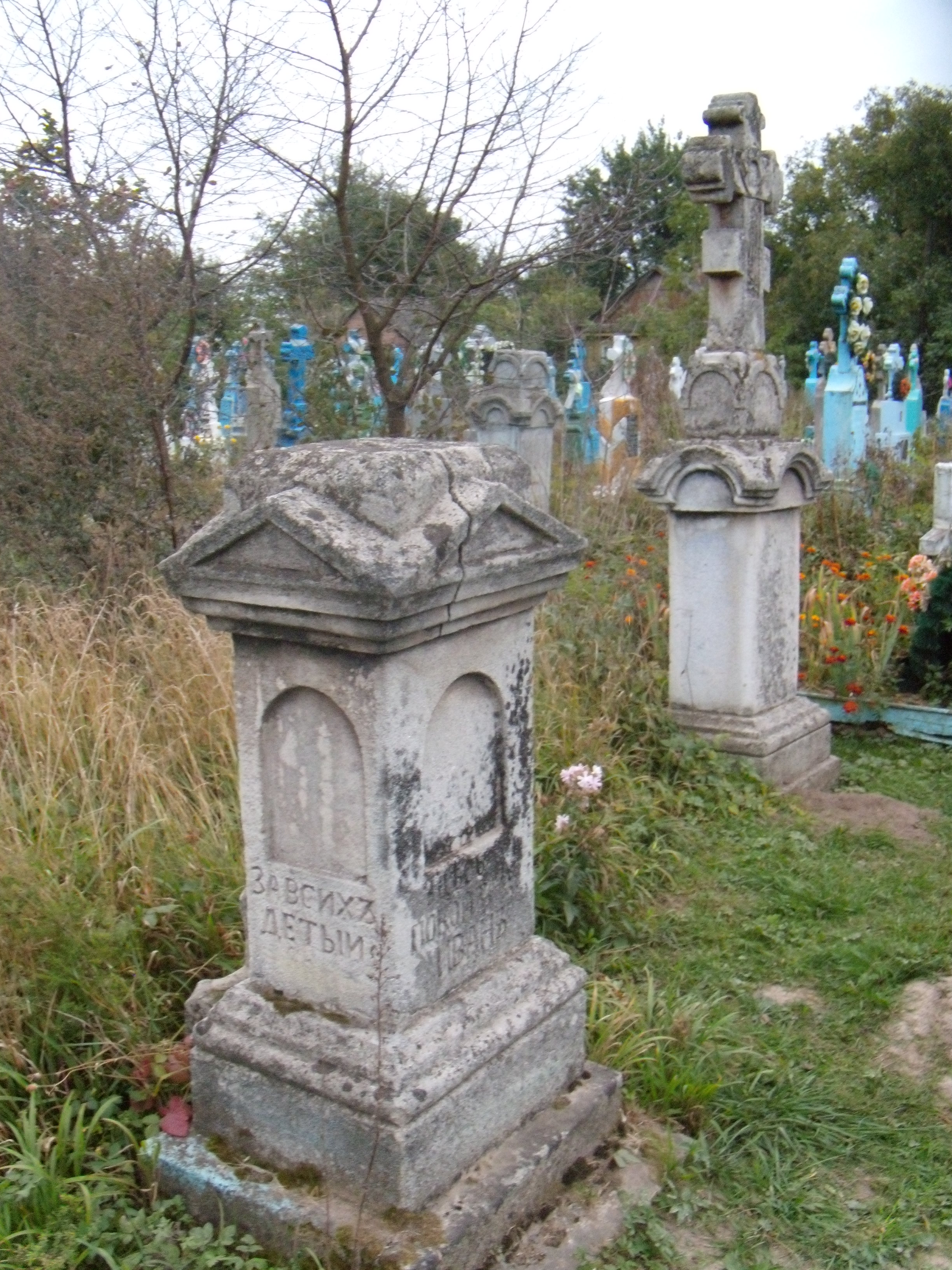
Старовинні надгробки на сільському цвинтарі у переважній більшості належать родині Приступ
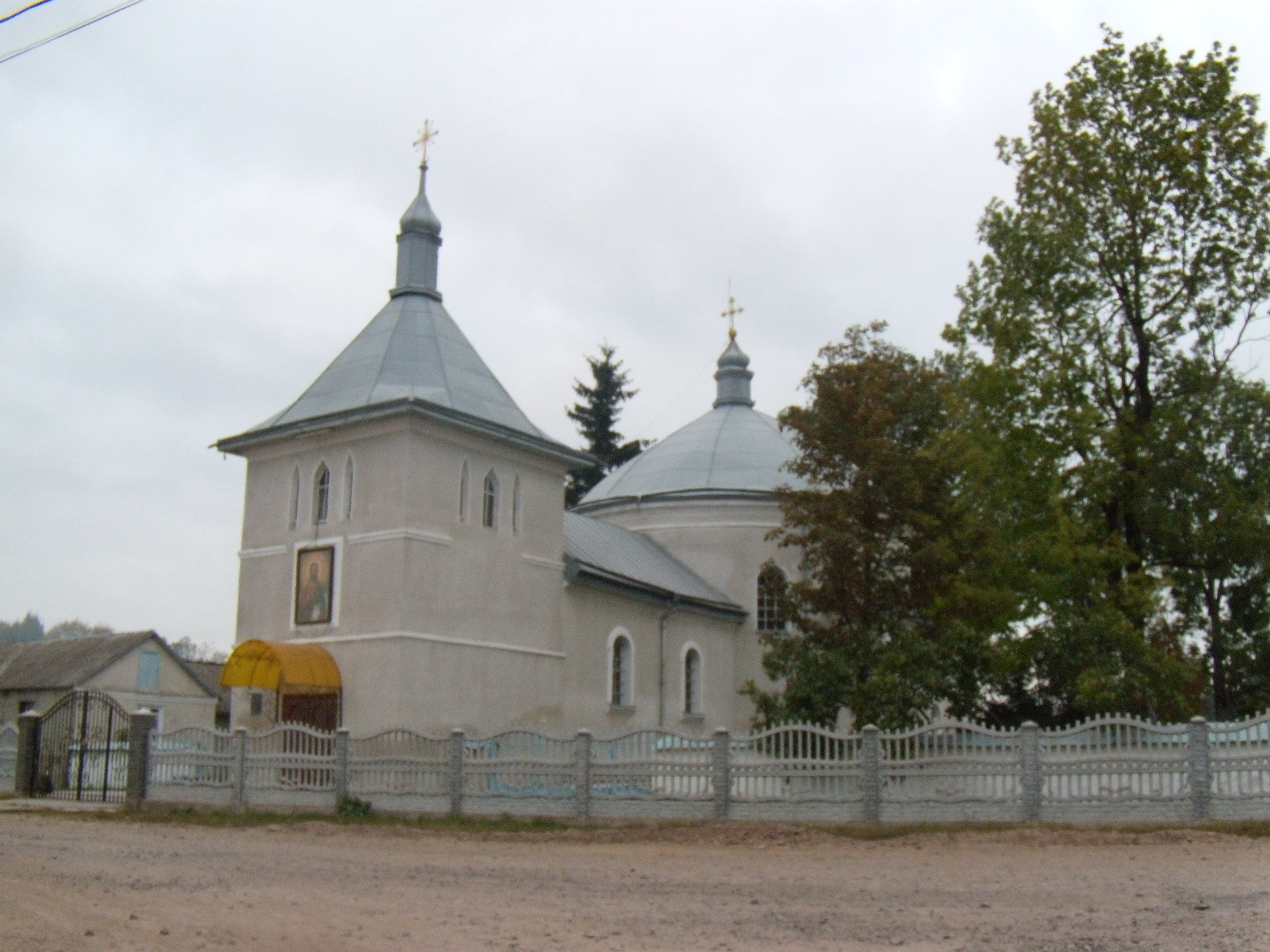
Вид на церкву із заходу
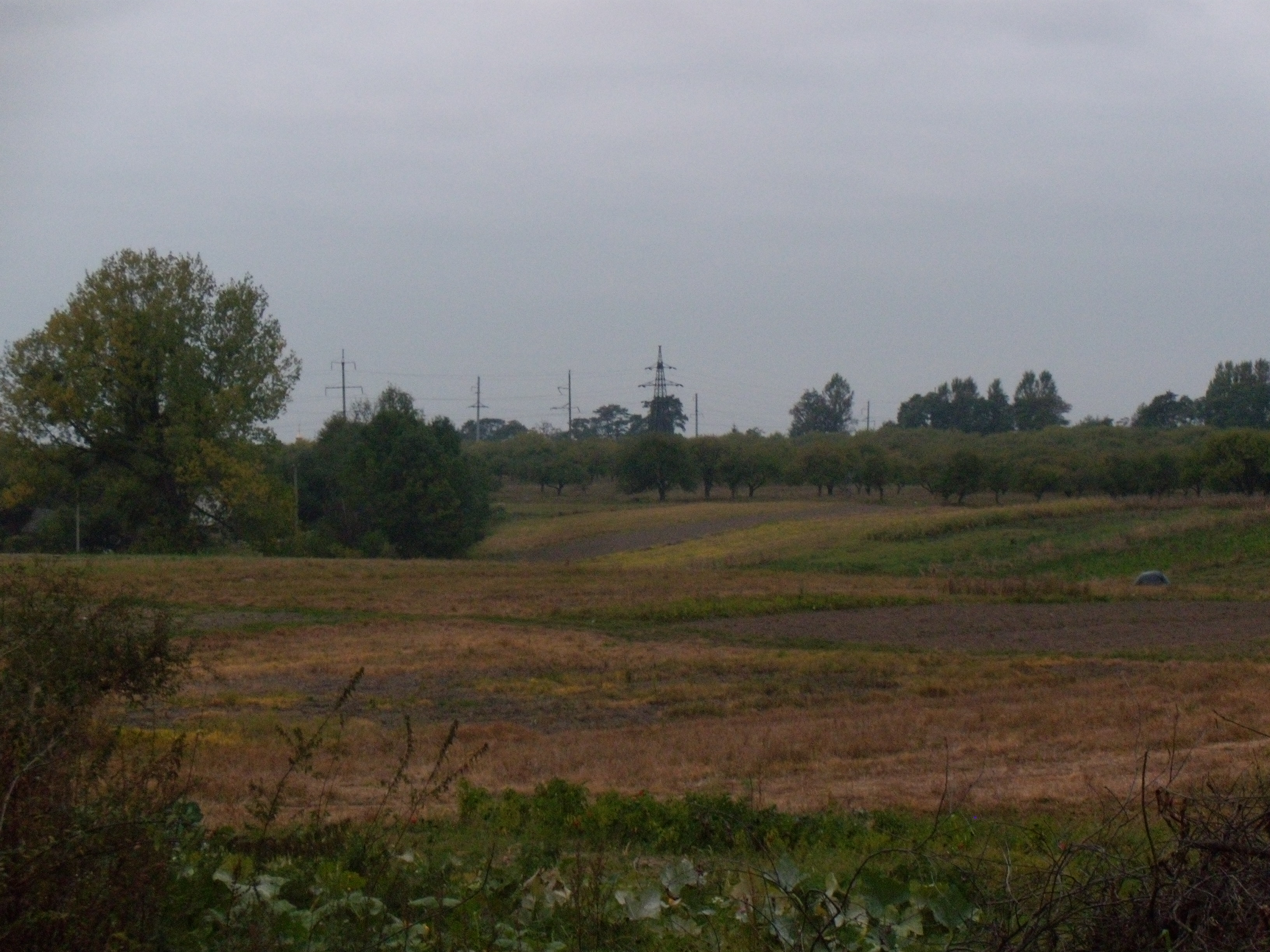
Вид на яблучний сад колишнього колгоспу
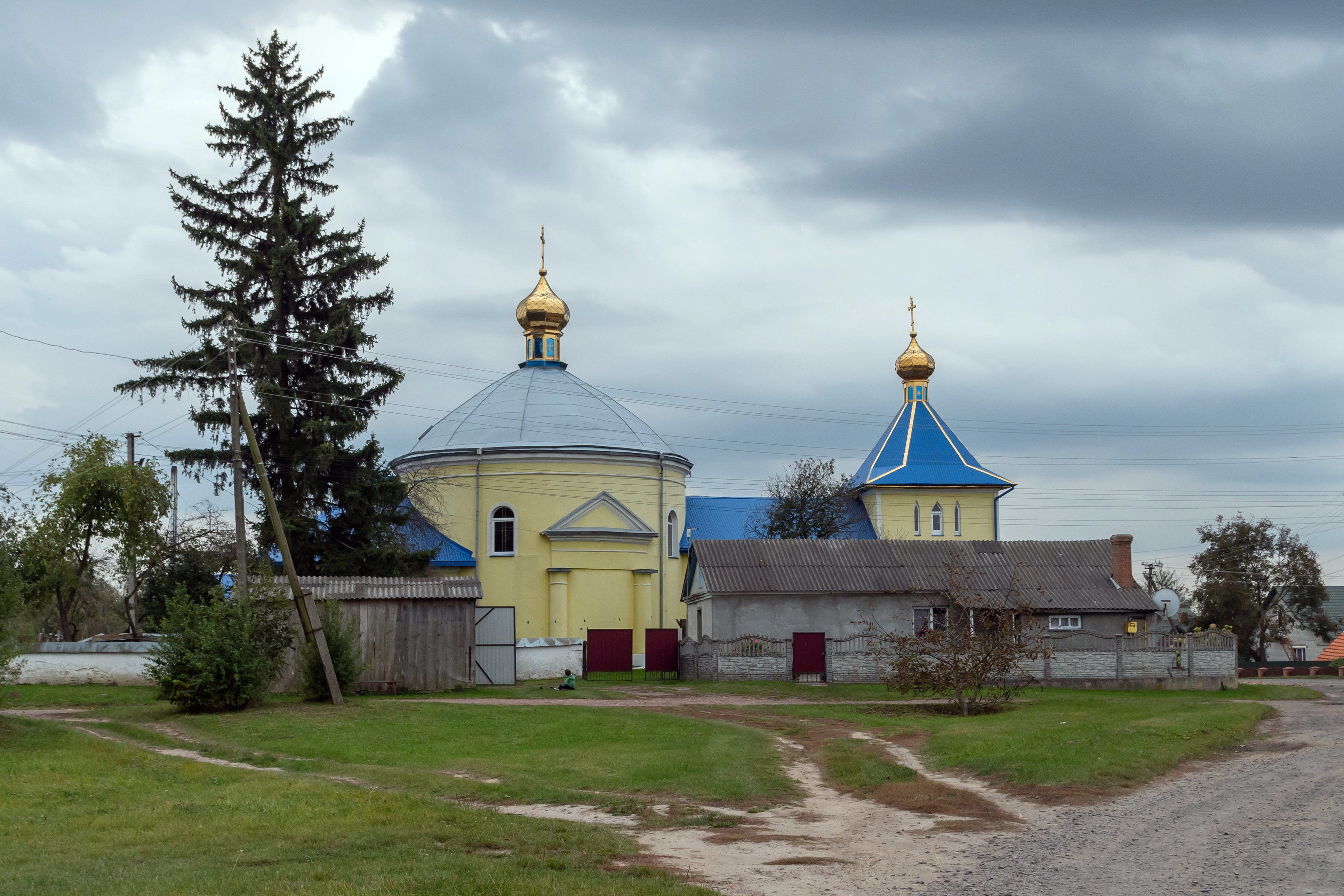
Вигляд церкви з півночі у 2023 році
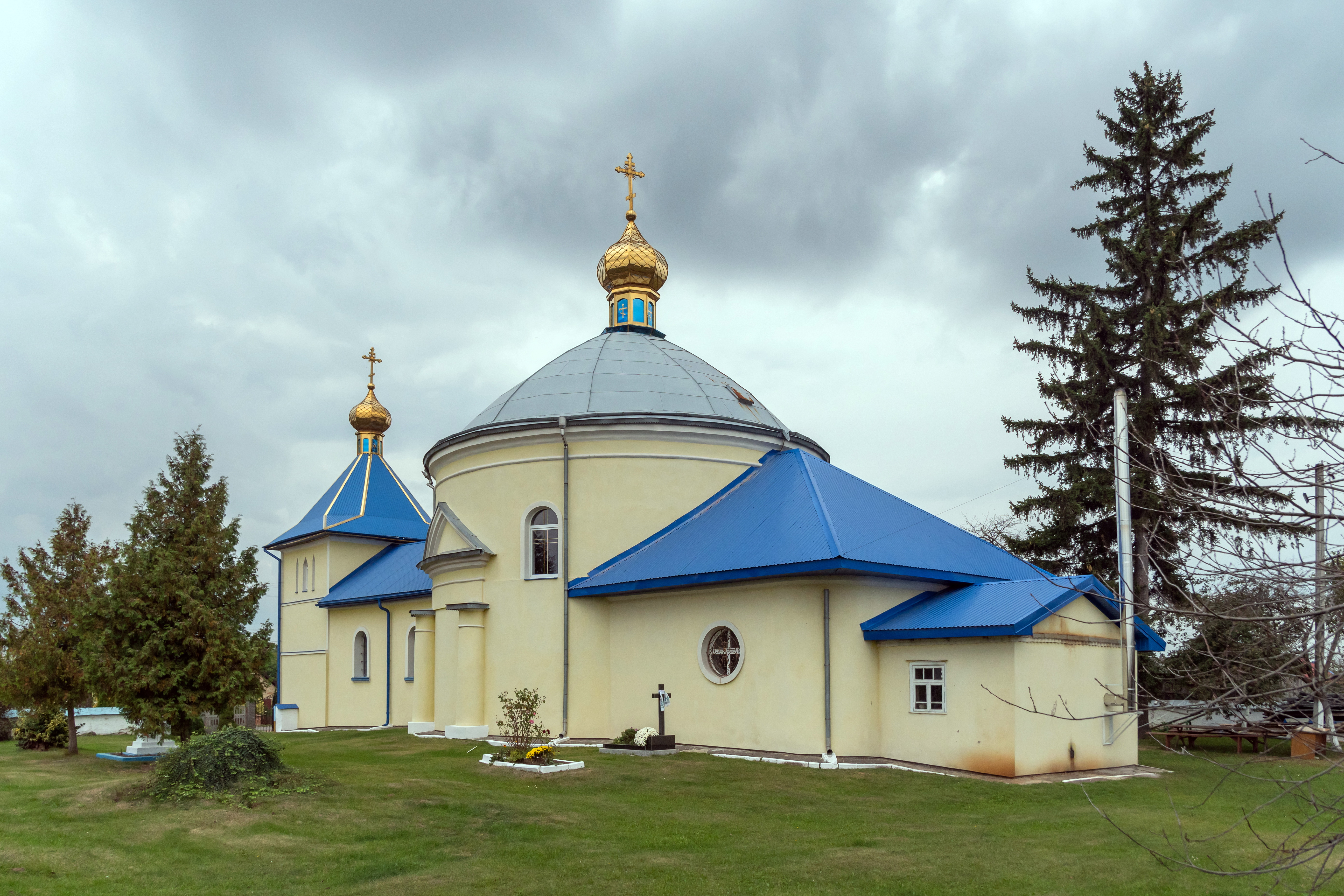
Вигляд церкви з південного сходу у 2023 році
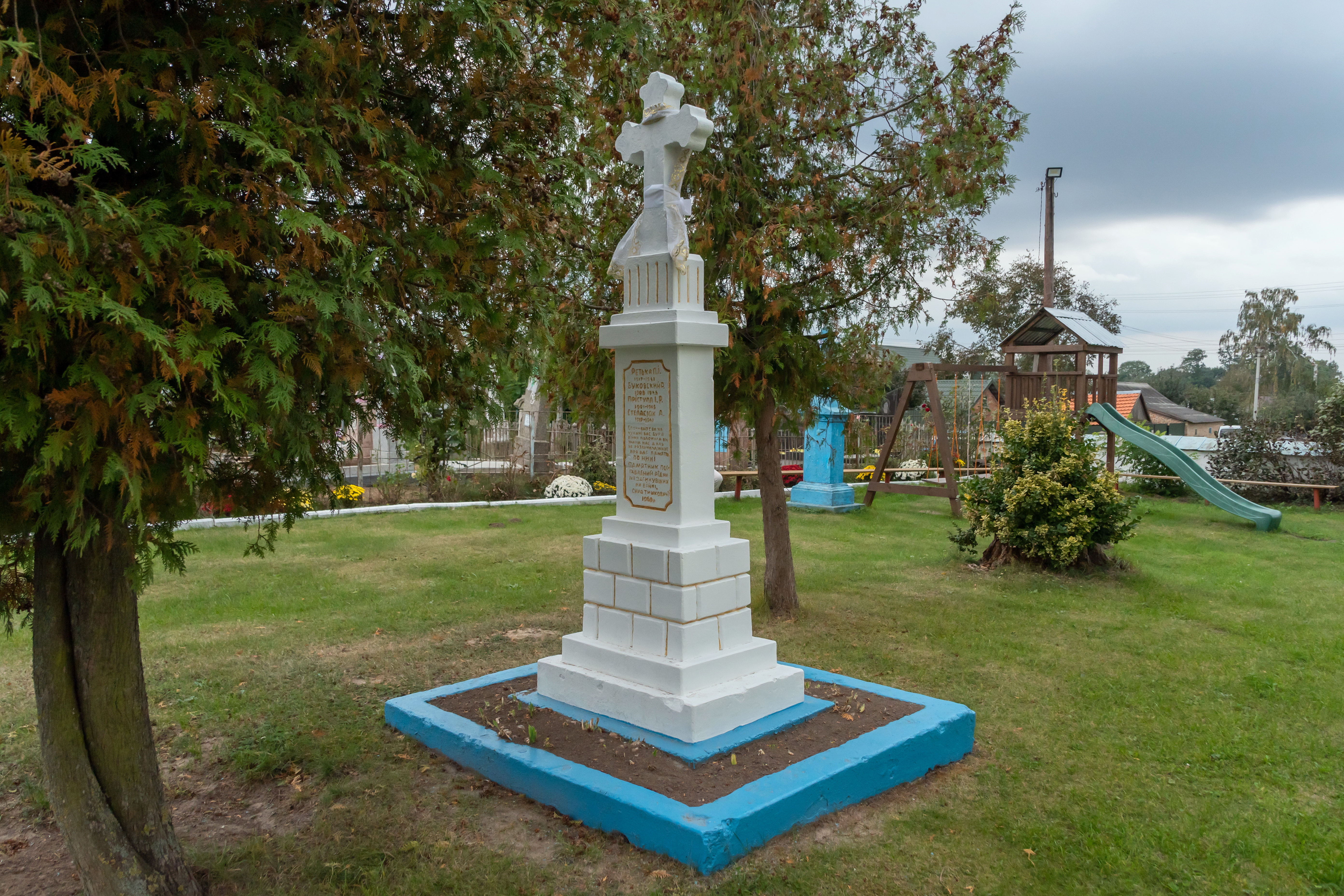
Хрест з іменами загиблих за кордоном у Другій світовій війні (1)
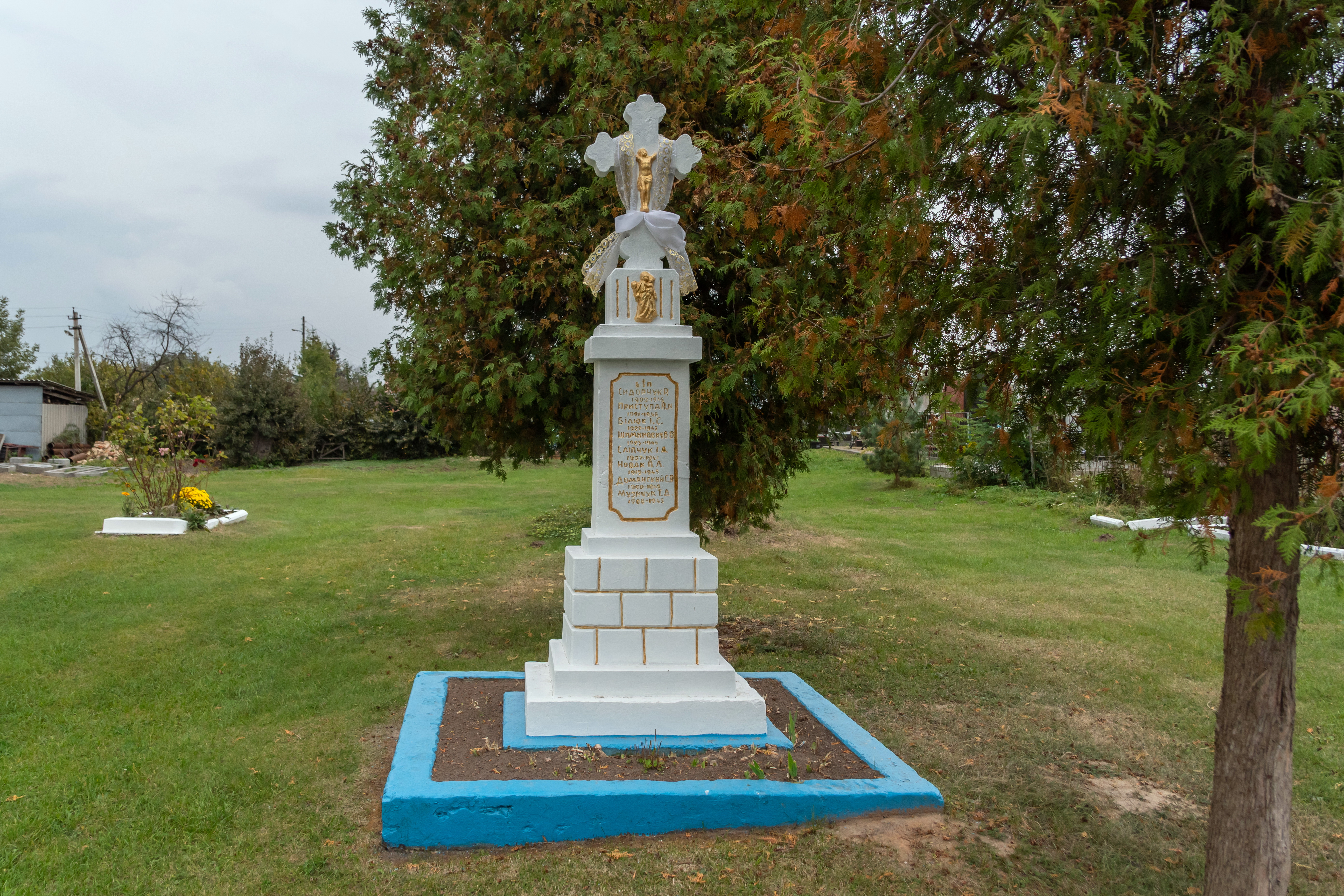
Хрест з іменами загиблих за кордоном у Другій світовій війні (2)